# Hjernevask
Hjernevask ("Brainwash") é um documentário em minissérie norueguês sobre a ciência que foi ao ar na NRK1 em 2010. A série, composta por sete episódios, foi criada e apresentada pelo comediante e sociólogo Harald Eia.
A série contrastou os modelos culturais deterministas do comportamento humano (também conhecido como modelo padrão das ciências sociais ) com as perspectivas interacionistas da criação da natureza. Entre os especialistas entrevistados para a série estão Simon Baron-Cohen, Steven Pinker, Simon LeVay, David Buss, Glen Wilson, Robert Plomin e Anne Campbell. Isso desencadeou uma ampla discussão pública sobre o assunto do debate natureza versus criação. A série inteira já foi lançada online.

## Objetivos e prêmios
Eia e o co-produtor Ole Martin Ihle nomearam o livro de Steven Pinker, The Blank State, como uma inspiração para a série de documentários. A série foi um enorme sucesso, e Eia recebeu o Prêmio Fritt Ord por "ter precipitado um dos debates mais acalorados sobre pesquisas nos últimos tempos".

## Episódios
Os produtores disponibilizaram a série online. Os episódios vinculados aqui têm legendas em inglês disponíveis:
| Número do episódio | Título                            | Descrição | Participantes | Data do ar          |
| ------------------ | --------------------------------- | --- | --- | ------------------- |
| 1 1                | O paradoxo da igualdade de gênero | Por que as meninas tendem a adotar profissões empáticas e os meninos a profissões sistematizantes? Por que o mercado de trabalho se torna mais segregado por gênero quanto mais prosperidade econômica um país tem? | Anniken Huitfeldt, Jørgen Lorentzen, Cathrine Egeland, Camilla Schreiner, Simon Baron-Cohen, Richard Lippa, Anne Campbell, Trond Diseth | 1 de março de 2010  |
| 2                  | O Efeito Parental                 | Quanta influência os pais realmente exercem sobre seus filhos? Até que ponto a inteligência é herdada? | Gudmund Hernes, Willy Pedersen, Judith Rich Harris, Hans Olav Tungesvik, Robert Plomin | 8 de março de 2010  |
| 3                  | Gay / Hetero                      | Até que ponto a preferência sexual é inata? Existem diferenças entre heterossexuais e homossexuais? A homossexualidade é resultado de uma escolha ou é inata?                                                       | Sturla Berg Johansen, Thomas Folkestad, Jørgen Lorentzen, Agnes Bolsø, Nils Axel Nissen, Gerulf Rieger, Ricard Lippa, Simon LeVay, Arve Sørum e Glenn Wilson | 15 de março de 2010 |
| 4                  | Violência                         | As pessoas de algumas culturas são mais agressivas que outras? | Hedda Giertsen, Richard Nisbett, Erling Sandmo, Forbord Ingvild, Marit Clementz, Steven Pinker, Ragnhild Bjørnebekk, Inger Lise Lien, David Buss | 22 de março de 2010 |
| 5                  | Sexo                              | Existem razões biológicas para os homens terem uma tendência maior do que as mulheres para querer sexo sem obrigação?                                                                                               | Willy Pedersen, Jørgen Lorentzen, Leif Edward Kennair, Anne Campbell, Gro Isachsen, Martine Aurdal, Richard Lippa, David Buss | 5 de abril de 2010  |
| 6                  | Corrida                           | Existem diferenças genéticas significativas entre diferentes povos? | Trond Thorbjørnsen, Knut Olav Åmås, Cathrine Sandnes, Gregory Cochran, Charles Murray, Richard Nisbett, Richard Lynn . | 12 de abril de 2010 |
| 7                  | Natureza ou nutrir                | A personalidade é adquirida ou herdada? | Jørgen Lorentzen, Knut Olav Åmås, Agnes Bolsø, Trond H. Diseth, Nils Axel Nissen, Martine Aurdal, Hedda Giertsen, Cathrine Egeland, Tom Colbjørnsen, Simon Baron-Cohen, Steven Pinker, Leif Edward Ottesen Kennair, Philip Skau, Vigdis Bunkholdt Simon LeVay . | 19 de abril de 2010 |